# 菲律賓海號航空母艦
菲律賓海號航空母艦（USS Philippine Sea CV-47）是一艘隸屬於美國海軍的航空母艦，為艾塞克斯級航空母艦的24號艦，在非官方上亦是長艦體艾塞克斯級的14號艦。按舷號次序，她是最後一艘艾塞克斯級；而按建造日期則是福治谷號。她是美軍第一艘以菲律賓海為名的軍艦，以紀念菲律賓海海戰。艦名原為萊特（Wright），紀念萊特兄弟，在建造中途更改。
菲律賓海號在第二次世界大戰期間建造，但在戰後下水。她是第二艘參與韓戰的美軍大型航空母艦，並進行了三次韓戰巡航，期間被重編為攻擊航母，舷號改為CVA-47。韓戰後菲律賓海號留在太平洋艦隊，於1955年改為反潛航母（CVS-47）。1958年菲律賓海號退役。1959年菲律賓海號被重編為飛機運輸艦，舷號改為AVT-11，繼續在後備艦隊待命。1969年菲律賓海號除籍，並於1971年出售拆解。
菲律賓海號未有進行SCB-27及SCB-125改建，故其仍有建成時的開放式艦艏，亦未有斜角飛行甲板。

### 建造與早年服役
菲律賓海號於1944年8月19日開始建造，離菲律賓海海戰兩個月。1945年2月13日，海軍將艦名由萊特改為菲律賓海。1945年8月15日，日本投降，而菲律賓海號則在9月5日下水。1946年5月11日，菲律賓海號服役，在6月13日前往羅德島州訓練水兵。由於戰後兵員陸續退伍，菲律賓海號大部分時間均停泊在羅德島州，未有任務。9月23日至27日，菲律賓海號在近岸試航，然後搭載航空團。9月30日菲律賓海號離開羅德島州作適航測試，同時訓練航空團。菲律賓海號先前往諾福克海軍基地，再於12日到加勒比海，於11月29日返抵諾福克。
1947年1月2日，菲律賓海號參與跳高行動，前往南極洲巡航，測試並訓練軍艦及人員於嚴寒下作戰。8日菲律賓海號經巴拿馬運河，再往南航行。24日菲律賓海號其他軍艦會合。29日，兩架R-4D由菲律賓海號起飛，前往小美洲基地（Little America）。多次策畫美軍探索南極的海軍少將理查·伯德，亦在其中一架R-4D上。這也是R-4D首次從航空母艦上起飛。次日菲律賓海號再派出四架R-4D到小美洲基地，然後返航。2月22日，菲律賓海號再渡過巴拿馬運河，於27日返抵羅德島州。
3月31日，菲律賓海號到關塔那摩灣適航測試，並訓練航空團，於5月5日返抵羅德島州。稍後菲律賓海號再兩次前往古巴海域訓練，於7月9日進入紐約船廠翻修。11月8日，菲律賓海號翻修完畢，稍後往來羅德島州與諾福克訓練。
1948年1月3日至2月4日，菲律賓海號則再到關塔那摩灣訓練。20日菲律賓海號進行首次地中海巡航，途經法國、那不勒斯、阿爾及利亞及希臘，於6月26日返抵羅德島州，並在29日進入波士頓船廠，修理彈射器。7月21日菲律賓海號完成修理，返回羅德島州，並留在近岸訓練。
10月22日，菲律賓海號前往北冰洋訓練，於11月23日返抵羅德島州，並準備再到地中海巡航。1949年1月4日，菲律賓海號與中途島號一同前往地中海。韓戰後期的第七艦隊司令克拉克（Joseph J. Clark）在菲律賓海號上指揮。13日菲律賓海號抵達直布羅陀，接替返國的羅斯福號。稍後菲律賓海號分別在利比亞、希臘、塞浦路斯、意大利及奧蘭等地訓練，並與英國皇家海軍的勝利號（HMS Triumph）一同演習。5月14日菲律賓海號再通過直布羅陀，由珊瑚海號接替。22日菲律賓海號返抵羅德島州，隨即到波士頓船廠翻修。翻修後菲律賓海號繼續在大西洋訓練。
1950年2月16日，菲律賓海號接獲命令，預備轉移到太平洋艦隊，其大西洋艦隊職務，由即將建成的奧里斯卡尼號接替。5月24日，菲律賓海號離開諾福克，在31日經巴拿馬運河，於6月10日抵達新母港聖地牙哥，並預備於10月1日接替在西太平洋執勤的福治谷號。

## 韓戰

### 戰事初期及仁川登陸

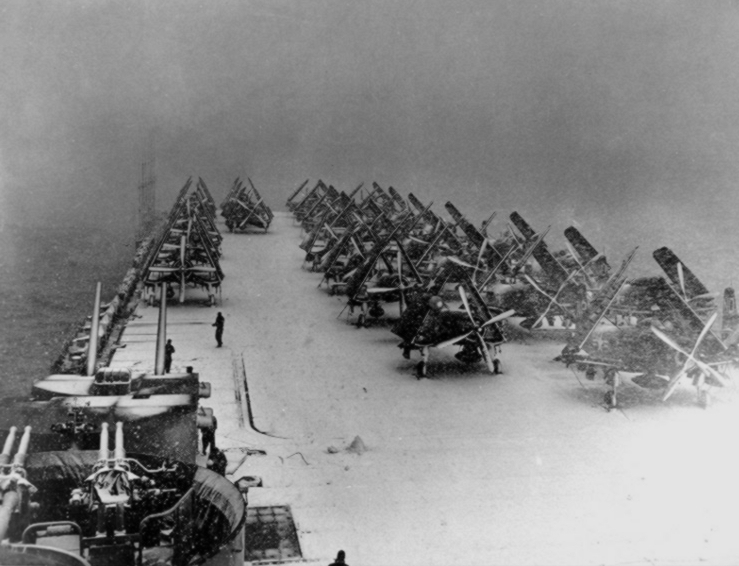
1950年11月15日，在朝鮮半島東海岸執勤的菲律賓海號遇上大雪。飛行甲板、F4U、A-1、5吋2聯裝火炮及4聯裝40毫米機炮均鋪上厚厚積雪。艦隊其時正在執行切斷鴨綠江橋樑任務，但天氣不佳無法出擊。水兵在甲板上擲雪球；艦艉升降台前則有一個倒塌的雪人。

1950年6月25日，朝鮮人民軍（北韓軍）越過三八線，韓戰爆發。其時美軍在西太平洋只有福治谷號一艘大型航空母艦，海軍命菲律賓海號即時準備前往支援，同時命拳師號預備運載戰機。7月5日，菲律賓海號離開聖地牙哥，途經珍珠港，於8月1日抵達沖繩。
8月4日晚，菲律賓海號與福治谷號離開沖繩，次日在朝鮮半島南海岸巡弋，為大韓民國國軍（南韓軍）提供空中密接支援由於海空軍在密接支援上分歧甚大，兼且通訊不良，支援未如理想。次日菲律賓海號與艦隊到西海岸繼續密接支援，同時攻擊馬山、浦項及大邱等地的道路，在7日撤到外海補給。然而陸上形勢依然不利。同日麥克阿瑟下令海軍及空軍全力支援南韓軍及美軍；第七艦隊司令亞瑟·史儲伯則將艦隊基地由沖繩遷至佐世保海軍基地，方便補給。9日菲律賓海號重返前線，攻擊了仁川及漢城等地。空中密接支援仍然欠缺成效。12日菲律賓海號再次攻擊漢城，次日則攻擊三八線以北的目標，包括平壤及海州。14日艦隊返回佐世保補給，次日則應空軍要求，全力協助南韓軍隊撤出盈德；17日艦隊改派飛機攻擊東海岸的道路及工廠等目標。20日艦隊前往佐世保補給，於次日抵達。
鑑於北韓軍隊再次攻擊洛東江，空軍及釜山聯合作戰中心分別於25日及31日要求海軍全力密接支援地面部隊，減少攻擊其他目標。25日福治谷號與菲律賓海號離港，在接著兩日於東海岸先作空中密接支援，但再因通訊問題而效果不彰。29及30日艦隊改為攻擊鐵路及水站。菲律賓海號亦攻擊了機場。31日艦隊接到釜山急電，於9月1日及2日再次支援洛東江地區的地面部隊。首日攻擊仍因通訊問題受阻，但次日海軍派員到釜山協助指揮，攻擊終於成功。3日艦隊撤出補給，本應停止出擊，但在空軍緊急要求下再派飛機到前線。機隊與導引機之通訊良好，但惡劣天氣卻令攻擊受阻。5日艦隊中止攻擊，於6日返抵佐世保維修補給。
9月11日，菲律賓海號與福治谷號前往仁川，預備支援仁川登陸。13至15日，菲律賓海號、福治谷號及驅逐艦攻擊仁川港外島嶼，陸戰隊則在15日早上登陸佔據之。中午拳師號從日本趕至。下午5時30分，登陸艦出發往仁川港，並在稍後依次登陸。菲律賓海號等繼續提供空中支援，並協助美軍於28日重奪漢城，稍後則攻擊三八線以南的殘餘部隊及工業設施至10月3日，然後前往佐世保休整。
10月9日早上，菲律賓海號與抵達不久的雷伊泰號等艦前往元山，支援將登陸當地的美國陸軍第十軍（X corps）。後者由海軍陸戰隊第1師、第5海軍陸戰团、第7海軍陸戰团及陸軍第7師組成，於10月8日前分別在仁川及釜山登艦，前往東海岸。而掃雷艦則在6日出發，並在10日開始掃雷。同日南韓軍隊已佔領元山，但美軍登陸艦仍在往返日本海，等待航道清理。艦隊原本預計掃雷任務可於五日內完成，而登陸則於20日開始，然而事與願違。10月12日早上，菲律賓海號與雷伊泰號共派出31架A-1攻擊機及8架F4U轟炸海面，以圖加快掃雷進度，但稍後海盜號掃雷艦（USS Pirate AM-275）抵達現場，仍有發現水雷。同日下午，海盜號與另一艘掃雷艦誓言號（USS Pledge AM-277）觸雷沉沒。23日，菲律賓海號返回佐世保。25日，航道終於打通，26日第1陸戰師在元山登陸。29日第7步兵師則在利原郡登陸。30日菲律賓海號前往橫須賀休假。由於颱風露比吹襲，菲律賓海號在外海迴避，於11月1日抵達。

### 中國介入及興南撤退

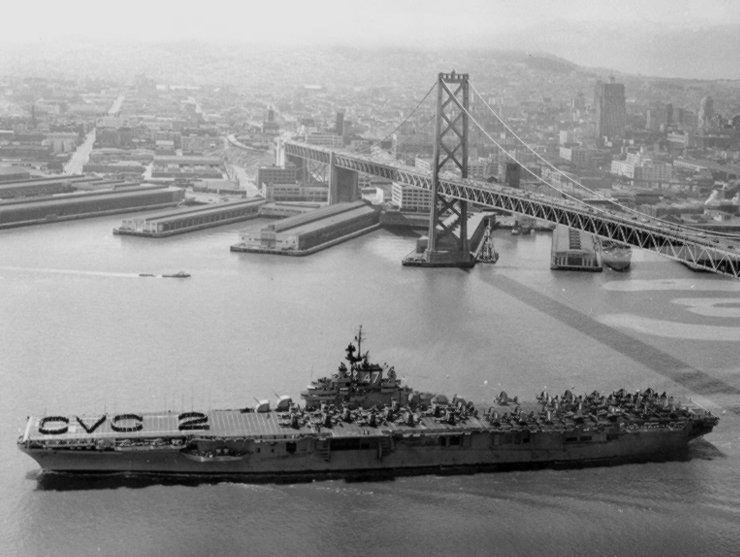
1951年6月9日，菲律賓海號返抵三藩市，通過舊金山-奧克蘭海灣大橋。艦上水兵排出第二航母航空聯隊（CVG-2，今美國海軍第二航母航空大隊）。第二聯隊亦離開美國近半年，於1950年12月6日佈署到福治谷號上，並在1951年3月26日轉到菲律賓海號繼續執勤。

仁川及元山登陸後，聯合國軍於三八線以北迅速行軍，以望於聖誕節前抵達鴨綠江，擊敗北韓。艦隊航空母艦出擊次數相應減低。然而早在10月16日，美軍已接獲情報，指中國將派遣志願軍支援北韓。 25日，志願軍發動第一次戰役。為阻止志願軍後援進入北韓，麥克阿瑟要求海軍派飛機截斷沿鴨綠江的橋樑。11月6日，菲律賓海號離開橫須賀，在9日於東海岸與福治谷號及雷伊泰號會合。早上菲律賓海號先攻擊新義州的鐵路橋，途中被米格-15截擊。菲律賓海號的一架F9F2擊落一架，為海軍首次擊落米格的戰績。福治谷號與雷伊泰號則在18日各自擊落一架。由9日至21日，艦隊分別發動了八日攻擊，切斷三條連接新義州與安東及惠山鎮（Hyesanjin）至中國的高速公路橋，並擊傷其他地區四座公路鐵路橋。菲律賓海號等航空母艦亦為第10軍偵察，並間中作密接支援。而連日攻擊，三艦的飛機均未有受損。但寒冬令鴨綠江結冰，切斷橋樑未能有效阻止志願軍前進。
11月25日，志願軍攻擊西線的美國第八軍團，並迅即擊潰其右翼，清川江戰役爆發。艦隊開始加緊空中密接支援。27日，菲律賓海號及雷伊泰號加緊支援第八軍團。然而志願軍又於同日發動長津湖戰役，東線的第10軍被圍。為兼顧兩面戰場，兩艦增加出擊數，又於28日起與陸戰隊航空兵派機隊到長津湖地區。後者從巴東海峽號及連浦机场起飛。30日菲律賓海號亦有派飛機支援於軍隅里（Kunu-ri）的第八軍團部隊。此時海空軍在密接支援上的衝突更見明顯。菲律賓海號兩艦的飛機，仍因通訊等問題，無法與空軍導引機配合。據航空母艦編隊（即第77特遣艦隊，Task Force 77）指揮官伊雲（Edward C. Ewen）估計，派往西線的海軍飛機，有六成因通訊等因素，無法有效攻擊，反之支援東線陸戰隊的飛機則近百分百。29日陸戰隊向海軍發急電，要求第7艦隊加緊支援第10軍。12月3日海軍與空軍商討後，下令航空母艦全力支援東面戰場，西面則交由空軍負責，並同時準備在興南（Hungnam）撤走第10軍。5日，普林斯頓號加入艦隊。第10軍在11日全部撤出黃草嶺（Funchilin Pass），並與南韓軍隊及難民於24日前撤出興南，志願軍則在當晚平安夜佔領興南。菲律賓海號前往佐世保維修，於26日抵達。此時菲律賓海號已連續執勤近50日。

### 切斷橋樑及密接支援
1951年1月7日，菲律賓海號離港，並在次日與艦隊會合。9日與10日艦隊因天氣惡劣，未有出擊。11日，菲律賓海號恢復空中密接支援。到29日，艦隊開始減少密接支援，轉為切斷鐵路及公路，試圖延緩志願軍南進，甚至切割其部隊。2月1日，菲律賓海號前往橫須賀休整，於同日抵達。
2月10日，菲律賓海號前往執勤，在12日與艦隊會合，並加緊切斷鐵路橋樑。16日，海軍開始從海路包圍元山。鐵路切割行動不久便演變為破壞與搶修之爭：美軍每每擊傷一座橋樑，志願軍或北韓軍隊便於入黑後搶修，恢復通行。當中又以吉州郡南方的「卡森谷地」（Carlson's Canyon）鐵路橋為最。3月2日，普林斯頓號發現該座鐵路橋，並分別用上三日攻擊，六座橋墩有兩座被摧毀。8日，海軍開始從海路封鎖城津。菲律賓海號在13日前往橫須賀維修，在兩日後抵達。而14日卡森谷地鐵路橋已將近完全修復。 
菲律賓海號到4月2日才重返戰鬥，在4日與艦隊會合。海軍在兩日前再空襲卡森谷地，原有的橋墩均被摧毀，北韓工兵則放棄修理，改為興建繞道。但美軍艦隊未有繼續攻擊。8日菲律賓海號與艦隊前往台灣海峽，以防備中國進攻台灣。11日及12日，菲律賓海號與拳師號三次派飛機列隊飛越台灣，同時偵察中國東南海岸。14日艦隊航向日本海；麥克阿瑟於當日被杜魯門解職。16日艦隊重返朝鮮半島執勤，並恢復切斷鐵路。不久志願軍於22日發動第五次戰役，臨津江戰役亦於同日爆發。艦隊將重心轉移至空中密接支援，至5月1日臨津江戰役結束為止。4月26日，海軍開始從海路封鎖興南。由4月16日至5月3日，菲律賓海號的1,150次進攻出擊數，有568次為空中密接支援。5月4日，菲律賓海號前往橫須賀休整，在次日抵達。
5月16日，菲律賓海號再次離港，在次日與艦隊會合。志願軍於同日發動昭陽江戰役，在東線大舉進攻第10軍，艦隊再次集中力量作空中密接支援。19及21日，聯合國軍開始反攻疲乏的志願軍，並緩緩向北推進，直至6月2日。但菲律賓海號在5月30日停止戰鬥，前往橫須賀，然後啟程返國。 6月9日菲律賓海號返抵三藩市，稍後進入乾船塢維修，結束巡航。

### 二次巡航

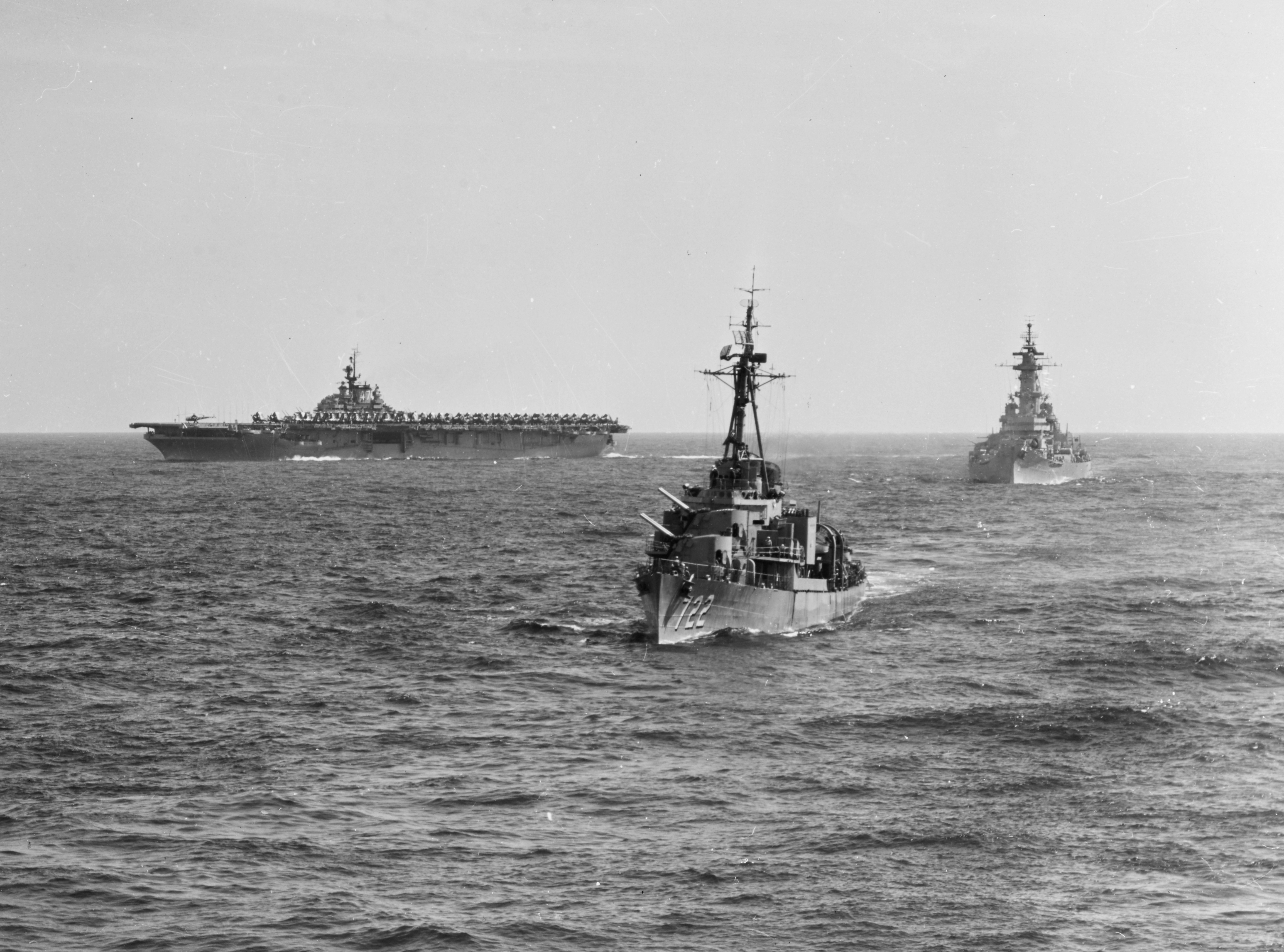
1952年7月1日，菲律賓海號、艾奧瓦號及一艘驅逐艦在朝鮮半島東海岸。日前菲律賓海號與另外三艘航空母艦，聯同空軍及陸戰隊航空團，攻擊北韓各地的水力發電站，令北韓停電近兩星期。此時艦隊正預備補給。兩日後菲律賓海號則攻擊了平壤的發電廠。

9月底，菲律賓海號離開乾船塢，在美國西海岸作適航測試。12月31日，菲律賓海號離開聖地牙哥，在1952年1月7日抵達珍珠港，再於20日抵達橫須賀。23日，菲律賓海號前往外海，在26日起演習訓練，至2月3日與艦隊會合，開始執勤。艦隊由分散攻擊改為集中切斷所有通往元山的鐵路，並攻擊高原郡、咸興市及興南港一帶的鐵路交匯處。18日菲律賓海號與福治谷號聯合攻擊了豐山郡的軍營。20日兩艦一同前往橫須賀休整，於22日抵達。
菲律賓海號在3月17日離開橫須賀，在19日與艦隊會合。菲律賓海號在每個出勤日均派飛機攻擊元山港設施。31日，拳師號加入艦隊。4月4日，菲律賓海號及拳師號聯合攻擊清津的倉庫、工廠及其他目標，而聖保羅號（USS St. Paul CA-73）、漢臣號（USS Hanson DDR-832）、錢德勒號（USS Theodore E. Chandler DD-717）及康科德號（HMS Concord）則在海上以艦炮轟擊。兩艘航空母艦分別發動兩波攻擊。拳師號的機隊在上午6時及正午12時出發；菲律賓海號則在上午8時及下午4時。每波機隊由52至58架飛機組成。然而攻擊令清津各處起火冒煙，稍後之偵察未能確認各目標損毀程度。16日菲律賓海號前往橫須賀休整，在18日抵達。
5月12日，菲律賓海號與拳師號一同離港，在14日與艦隊會合。此時北韓技工漸掌握到艦隊的夜間出擊時間，並乘戰機離開時才現身搶修鐵路，甚至補給；故艦隊開始代號失眠行動（Insomnia），隨機重編夜間出擊時間，並多次成功攻擊補給車隊。菲律賓海號繼續切斷鐵路，並轟炸元山及清津等地，於6月4日離開，6月6日返抵橫須賀休整。
6月21日，菲律賓海號再次離港執勤。由於切斷鐵路未能阻止或切割志願軍，艦隊將攻擊重心轉到工業設施。菲律賓海號於23日與艦隊會合，隨即參與海空軍聯合行動，攻擊水豐、豐山、赴戰及長津四地的水力發電廠，共13座電站。空軍先派出84架F-86到鴨綠江邊境的米格走廊掩護，由海軍先轟炸水豐。起初機隊攻擊時間訂於23日上午9時30分，後因天氣不佳而延遲至下午4時。下午2時，菲律賓海號、拳師號、好人理查號及普林斯頓號四艘航空母艦，先派出35架A-1及35架F9F前往水豐，稍後再派飛機攻擊其他地區。下午3時55分，海軍轟炸機接近水豐水庫，而在附近巡弋的F-86未有發現米格。下午4時，F9F先攻擊水庫四周的防空炮，A-1則緊隨其後攻擊電站，在兩分鐘內投下近90噸炸彈。緊接的是從大邱起飛的79架F-84及水原市的45架F-80，再次轟炸水庫。同時，航空母艦的102架F4U、18架A-1及18架F9F攻擊了赴戰及豐山；空軍52架P-51亦攻擊了赴戰；陸戰隊的78架A-1、F4U及F9F則攻擊了長津。24日上午，艦隊發動第二日攻擊。菲律賓海號與拳師號攻擊豐山，普林斯頓號及好人理查號則攻擊水豐；下午普林斯頓號派機隊攻擊豐山，而菲律賓海號及另外兩艘航空母艦則攻擊江原道各地的發電廠。兩日對水庫攻擊共摧毀11座電站，另外重創兩座，全部均無法運作。北韓因此損失90%電力供應，停電兩星期。而中國東北亦損失約23%電力。稍後菲律賓海號恢復日常執勤，作空中密接支援及切斷鐵路。7月3日，菲律賓海號攻擊了平壤的發電廠。6日菲律賓海號前往橫須賀休整，在8日抵達。
7月12日，菲律賓海號離港。前一日海空軍聯手攻擊平壤。菲律賓海號未有返回戰區，而是經台灣海峽，在17日抵達菲律賓蘇比克灣。稍後菲律賓海號與艾塞克斯號在台灣海峽巡邏，於24日離開，啟程返國，在8月8日返抵聖地牙哥。10月1日，菲律賓海號被重編為攻擊航母，編號改為CVA-47。

### 三次巡航與戰爭結束

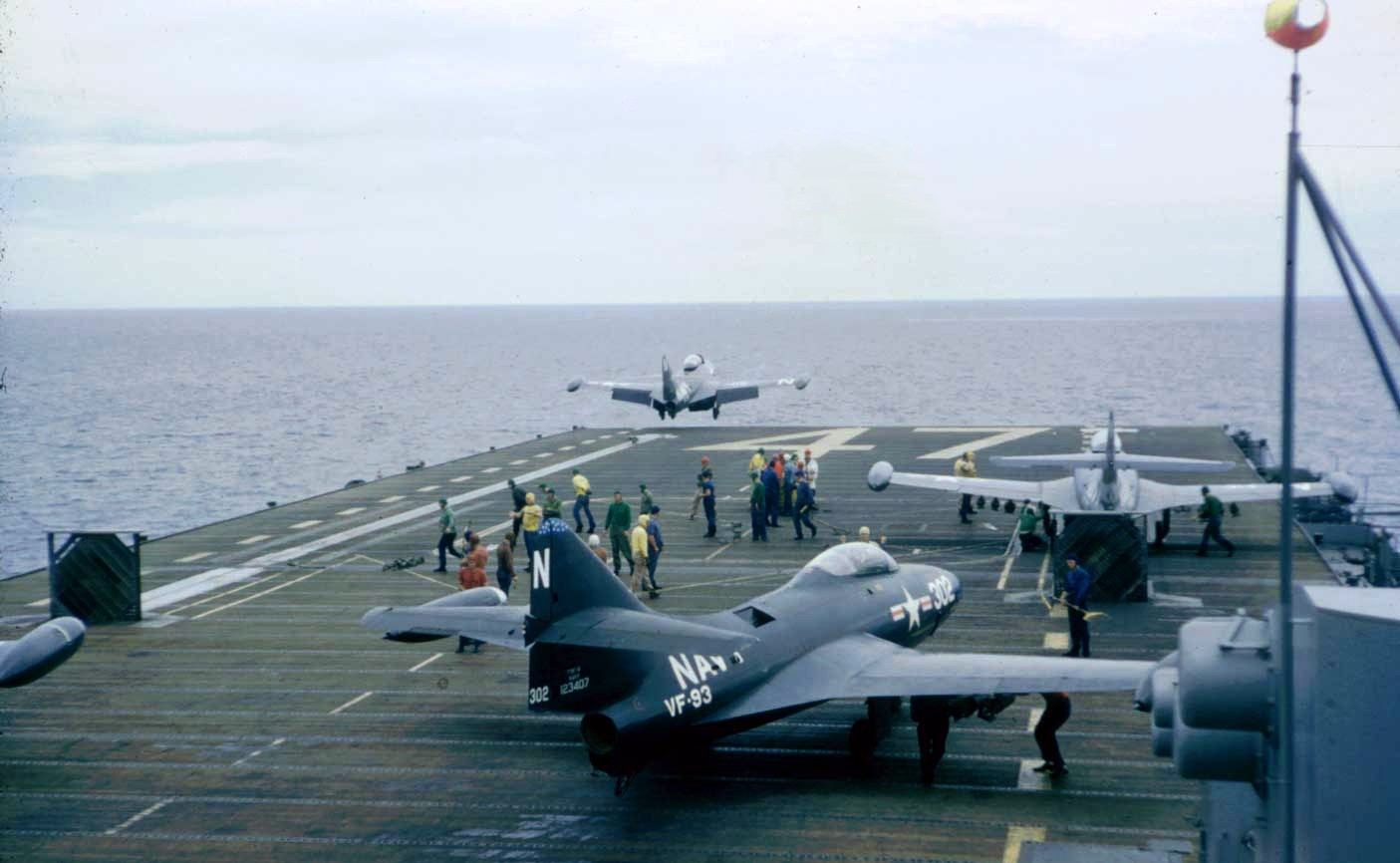
菲律賓海號正參與韓戰。第九航母航空聯隊的一架F9F剛從左弦彈射起飛，右弦的F9F亦蓄勢待發。噴流偏向板（Jet blaze deflector）已升起。右弦後方尚有一架F9F等待上彈射器。攝於菲律賓海號最後一次韓戰巡航。

12月15日，菲律賓海號離開聖地牙哥，作最後一次韓戰巡航。由於機件故障，菲律賓海號在珍珠港緊急維修，延遲抵達橫須賀。1953年1月28日，菲律賓海號離開橫須賀，在31日與艦隊會合。同行的尚有奇爾沙治號及奧里斯卡尼號。福治谷號則在橫須賀休整。此時艦隊已改為執行切羅基攻擊（Cherokee Strikes）及密接支援。菲律賓海號亦經常攻擊元山、城津及清津，直至3月4日才前往橫須賀休整，於7日抵達。
3月17日，菲律賓海號離開橫須賀，於20日與艦隊會合。菲律賓海號繼續作切羅基攻擊、攻擊補給車隊、切斷道路及空中密接支援。4月13日，菲律賓海號與奧里斯卡尼號一共出擊119次，並配合艦炮，攻擊清津的道路網絡及工業目標。稍後菲律賓海號亦攻擊了元山及興南。17日菲律賓海號前往橫須賀休整，於20日抵達。26日，中止了199日的停戰會議重開。
5月12日，菲律賓海號再次前往會合艦隊，在15日恢復執勤。艦隊目標依舊。菲律賓海號繼續執行切羅基攻擊等任務，又在23日攻擊了北青郡的工業設施。27日菲律賓海號為福治谷號接替，前往橫須賀休整。
6月2日，菲律賓海號離開橫須賀，在4日會合艦隊。此時停戰談判己近尾聲，北韓軍隊開始恢復進攻，並佔領了高城郡附近的錨地山（Anchor Hill）及另外數個據點，以獲取終戰前之勝利。6日克拉克下令艦隊全力支援地面聯合國部隊。13日菲律賓海號更出擊160次，打破艦隊單日出擊次數。志願軍在當晚猛擊南韓第2軍（Second ROK Corps），並逼使首都師（Capitol Division，猛虎師）後撤。接著六日菲律賓海號等再加緊空中密接支援。29日菲律賓海號攻擊了洪原郡的補給點。7月4日，菲律賓海號短暫調離高壓執勤，於6日抵達橫須賀休整。
7月15日，菲律賓海號離開橫須賀，在17日與艦隊會合。艦隊任務依舊。菲律賓海號攻擊了元山、興南及端川等地，並作切羅基攻擊及空中密接支援。27日，朝鮮停戰協定簽訂，同日剛好為艦上第九航母航空聯隊（Carrier Air Group 9，今第九航母航空大隊）返國之日。菲律賓海號在當日出擊了49架次，而停火則在晚上10時生效。次日菲律賓海號將部分飛機轉移到其他航空母艦替補，然後前往橫須賀，於30日抵達。稍後菲律賓海號啟程回國，在8月14日返抵阿拉米達，並進入三藩市船廠維修，結束韓戰巡航。

## 韓戰後與反潛航母

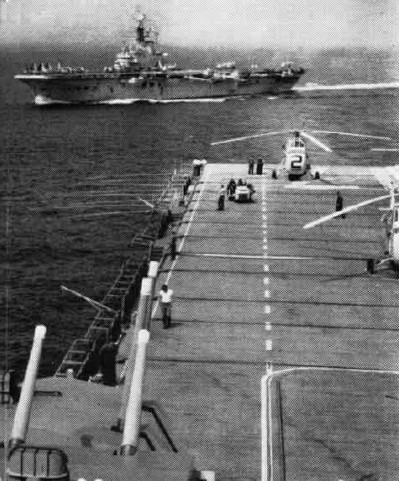
1958年5月1日至13日，反潛航母菲律賓海號參與東南亞公約組織（SEATO）的聯合演習，艦艉停泊了數架直升機。後方是澳洲皇家海軍的航空母艦墨爾本號。這也是菲律賓海號最後一次巡航。三個月後菲律賓海號在美國開始退役程序，並在年尾正式退役。

1954年1月9日，菲律賓海號完成維修，恢復在西海岸的日常訓練。3月12日，菲律賓海號再次到西太平洋巡航，於一星期後抵達珍珠港。4月3日，菲律賓海號前往菲律賓執勤，於6月25日到香港休假三日。稍後菲律賓海號返回蘇比克灣，再前往橫須賀，於7月2日抵達。16日菲律賓海號前往南中國海執勤。23日，國泰航空一架客機在南海被中共擊落。當時菲律賓海號與同行的大黃蜂號正在西沙群島執勤，隨即趕往現場警備，並派飛機搜救。26日，菲律賓海號兩架A-1被中共戰機攻擊。A-1反擊，並擊落兩架拉-11。29日菲律賓海號與大黃蜂號停止搜救，前往蘇比克灣休整，於兩日後抵達。稍後菲律賓海號繼續在西太平洋執勤，於10月27日開始返回，於11月19日返抵母港聖地牙哥。
1955年初，菲律賓海號留在西海岸訓練，於4月1日再次到西太平洋巡航，於5月2日抵達橫須賀。7日起菲律賓海號開始在海上訓練，並在稍後到台灣海峽執勤，期間曾在香港及基隆停留。11月15日菲律賓海號被重編為反潛航母，舷號改為CVS-47。23日菲律賓海號返抵聖地牙哥。
1956年2月6日，菲律賓海號前往三藩市船廠改建。6月菲律賓海號離開船廠，並到新母港長灘報到。接著菲律賓海號在西海岸及夏威夷水域訓練。
1957年1月5日，菲律賓海號再次到夏威夷訓練，於3月前往西太平洋執勤。4月8日菲律賓海號抵達橫須賀。7月24日菲律賓海號返回美國，於8月6日返抵聖地牙哥，再於同日到長灘停泊。稍後菲律賓海號留在西海岸訓練。11月8日，泛美航空一架客機由三藩市起飛，前往夏威夷，於稍後失蹤。當時菲律賓海號正在船廠。9日太平洋艦隊司令部命菲律賓海號前往搜救。菲律賓海號即時召回岸上人員，並搭載飛機。由於時間緊迫，部分拳師號的人員亦自發到船廠協助。接近半夜，菲律賓海號離開船廠，但當時仍未完成補給。部分飛機在次日早上由長灘飛到菲律賓海號。11日菲律賓海號與四架驅逐艦開始搜索失蹤飛機。14日菲律賓海號的S2F發現部分飛機殘骸，艦隊隨即前往事發海面，最終撈起17具屍體，另外25人仍然失蹤。15日菲律賓海號停止搜救，於18日返抵長灘。
1958年1月13日，菲律賓海號最後一次前往西太平洋巡航，經珍珠港，於31日抵達蘇比克灣。2月底菲律賓海號改到沖繩執勤，於稍後再返回菲律賓。4月5日菲律賓海號曾到橫須賀休假五日。5月1日至13日，菲律賓海號在新加坡參與東南亞公約組織（SEATO）聯合演習，同行的航空母艦尚有皇家海軍壁壘號（HMS Bulwark R08），及澳洲皇家海軍墨爾本號。演習後菲律賓海號再次到橫須賀休假，於7月2日離港，並在15日返抵聖地牙哥，再於同日轉往長灘，結束最後一次巡航。稍後菲律賓海號在聖地牙哥卸載戰機。8月14日，海軍下令菲律賓海號預備退役。

## 結局
8月22日，菲律賓海號開始退役程序。12月22日，菲律賓海號退役，並在三藩市船廠停泊。1959年5月15日，菲律賓海號被重編為飛機運輸艦，舷號改為AVT-11，但繼續留在後備艦隊。直到1969年12月1日，菲律賓海號除籍，並於1971年3月23日出售拆解。艦上約600噸裝甲被切割到費米國立加速器實驗室，用以實驗。
韓戰期間菲律賓海號獲得九顆戰鬥之星。